# آنا آلن مارتین
آنا آلن مارتین (انگلیسی: Anna Allen Martín؛ زادهٔ ۲۸ ژوئن ۱۹۷۷) یک هنرپیشه اهل اسپانیا است. آلن برای نقش‌هایش در سریال‌های تلویزیونی مانند بهم بگو چطور یجوری اتفاق افتاد ، متهم و پاکیتا سالاس شناخته می‌شود. آلن در بارسلونا بزرگ شد و بعداً در سن ۲۳ سالگی برای تکمیل تحصیلات خود به مادرید نقل مکان کرد.

## فیلم‌شناسی

### فیلم‌های بلند
- تابستان عالی (2013)[۵]

### فیلمهای کوتاه
- رگه‌ها
- سفر به بهشت
- دو انگشت
- به کسانی که فریاد می‌زنند / سارا با صدای بلند
- عشق اینرسی
- نوربرتو

### تلویزیون
| سال                                 | سری                  | کانال               | شخصیت            | یادداشت‌ها      | قاضی  |
| ----------------------------------- | -------------------- | ------------------- | ---------------- | -------------- | ----- |
| ۲۰۰۰                                | لابرینت دی امبر      | تلویزیون ۳          | بیمار            | ۱ قسمت         |       |
| سال ۲۰۰۱ تا ۲۰۰۸؛ سال ۲۰۲۱ تا امروز | چطور گذشت            | ۱                   | مارتا آلتامیرا   | ۴۱ قسمت        | [ ۶ ] |
| ۲۰۰۳                                | تلویزیون آیریس       | تلویزیون ۳          | آلیسیا لوپز      | فیلم تلویزیونی |       |
| ۲۰۰۳                                | کالا ریال            | تلویزیون ۳          | ماریا            | فیلم تلویزیونی |       |
| ۲۰۰۳                                | مرکز بیمارستان       | تلسینکو             | آنا              | ۱ قسمت         |       |
| ۲۰۰۹                                | " برکا پور امور "    | آنتینا ۳            | روسی             | قسمت ۲         |       |
| ۲۰۰۹–۲۰۱۰                           | متهم                 | تلسینکو             | سونیا نیتو       | ۲۶ قسمت        |       |
| ۲۰۱۰                                | لا ریرا              | تلویزیون ۳          | مرسی ریرا (جوان) | ۱ قسمت         |       |
| ۲۰۱۱                                | "ال انجل دی بوداپست" | ۱                   | آدیلا کیجانو     | فیلم تلویزیونی |       |
| ۲۰۱۱                                | کد ۶۰                | تلویزیون ۳          | ایوا ریرا        | فیلم تلویزیونی |       |
| ۲۰۱۱                                | قتل                  | تلسینکو             | پاتریشیا وگا     | هفت قسمت       |       |
| ۲۰۱۹                                | سالن‌های پاکیتا       | نتفلیکس             | سوزانا           | ۱ قسمت         | [ ۷ ] |
| ۲۰۲۰                                | وینو                 | Atresplayer Premium | کارمن الباکیتی   | ۱ قسمت         |       |
| ۲۰۲۴                                | دردسر قریب‌الوقوع     |                     | آلخاندرا         | ۱ قسمت         |       |